# XXVII Reunião Ordinária do Conselho do Mercado Comum
A XXVII Reunião Ordinária do Conselho do Mercado Comum ocorreu em dezembro de 2004, na cidade de Belo Horizonte.

## Participantes
Representando os estados-membros
- Luiz Inácio Lula da Silva
- Néstor Kirchner
- Jorge Batlle
- Nicanor Duarte

## Decisões
A reunião produziu 28 decisões.